# Corrie Winkel

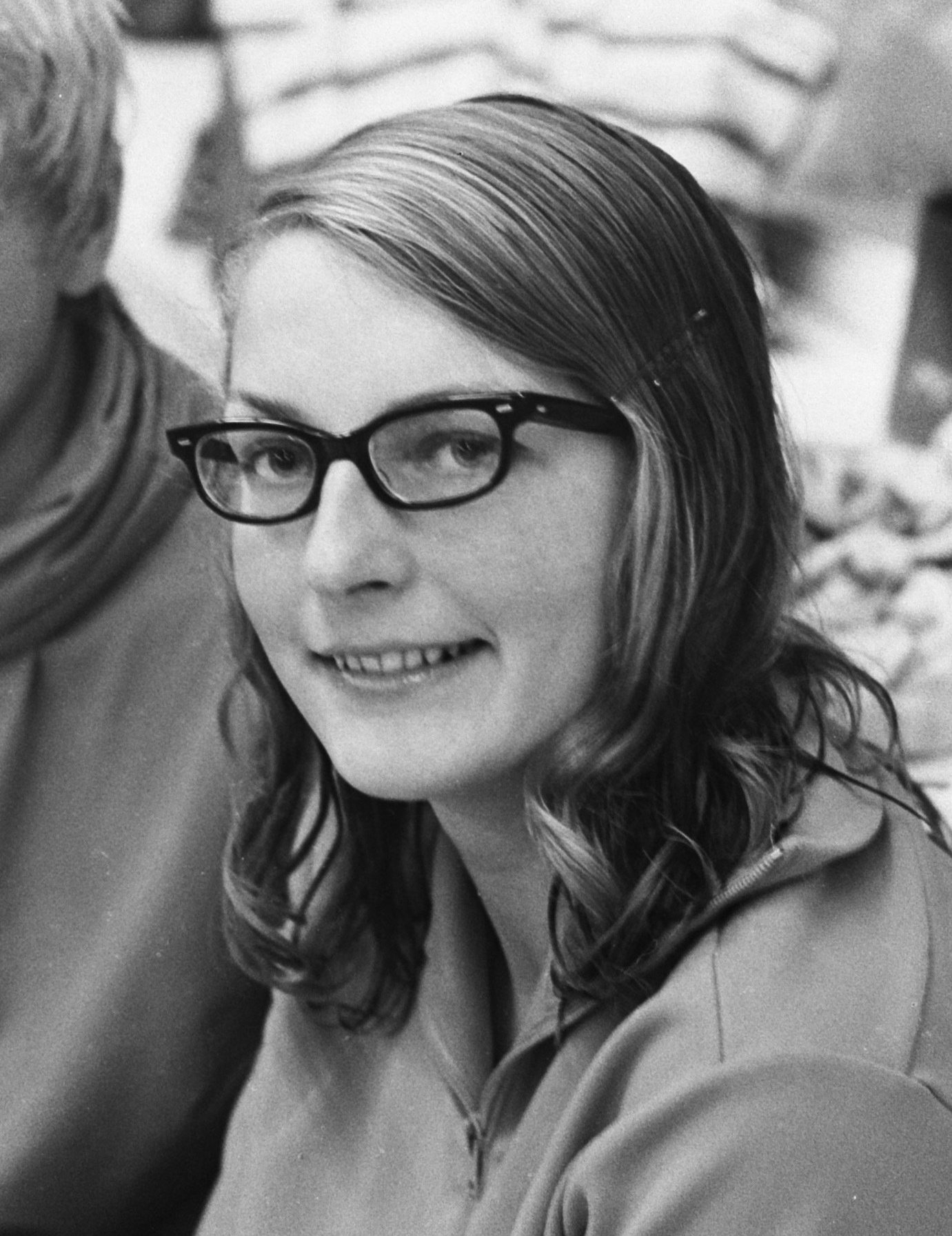
Corrie Winkel in 1963

Kornelia (Corrie) Winkel (Groningen, 26 februari 1944) is een voormalige Nederlandse topzwemster op de rugslag, die namens Nederland eenmaal deelnam aan de Olympische Spelen, die van Tokio 1964.
Winkel, lid van zwemvereniging GDZ uit haar geboorteplaats Groningen, behoorde aan het begin van de jaren zestig van de 20e eeuw tot de Europese top op de rugslag. In Ria van Velsen had ze in eigen land een meer dan geducht concurrente. 
Bij haar eerste en enige Olympisch optreden in 1964 kwam Winkel bij haar individuele start op de 100 meter rugslag niet verder dan de veertiende plaats (1.11,6). Maar met de estafetteploeg op de 4x100 wisselslag won ze de zilveren medaille, achter de Verenigde Staten. Die ploeg bestond verder uit Klenie Bimolt (schoolslag), Ada Kok (vlinderslag) en Erica Terpstra (vrije slag). Het eindresultaat, een tijd van 4.37,0, betekende een verbetering van het toenmalige Europees record.
Winkels erelijst vermeldt verder een zilveren medaille op de 100 rug, behaald bij de Europese kampioenschappen langebaan (50 meter) van 1962 in Leipzig.